# José Song Sui-Wan
José Song Sui-Wan (Shanghai, 16 maggio 1941 – Campinas, 15 novembre 2012) è stato un vescovo cattolico cinese naturalizzato brasiliano.

## Biografia
Nato In Cina, a Shanghai, il 16 maggio 1941, ancora adolescente si trasferì in Brasile, acquisendone la cittadinanza.
Il 17 luglio 1971 fu ordinato sacerdote per la Società salesiana di San Giovanni Bosco.
Il 23 gennaio 2002 fu eletto vescovo della diocesi di São Gabriel da Cachoeira, una delle più povere di tutto il Brasile. Ricevette la consacrazione episcopale il 27 aprile dello stesso anno.
Ritiratosi per problemi di salute il 4 marzo 2009, il 24 maggio dello stesso anno conferì la consacrazione episcopale al suo successore, Edson Taschetto Damian.
Morì il 15 novembre 2012 all'età di 71 anni.

## Genealogia episcopale e successione apostolica
La genealogia episcopale è:
- Cardinale Scipione Rebiba
- Cardinale Giulio Antonio Santori
- Cardinale Girolamo Bernerio, O.P.
- Arcivescovo Galeazzo Sanvitale
- Cardinale Ludovico Ludovisi
- Cardinale Luigi Caetani
- Cardinale Ulderico Carpegna
- Cardinale Paluzzo Paluzzi Altieri degli Albertoni
- Papa Benedetto XIII
- Papa Benedetto XIV
- Papa Clemente XIII
- Cardinale Bernardino Giraud
- Cardinale Alessandro Mattei
- Cardinale Pietro Francesco Galleffi
- Cardinale Giacomo Filippo Fransoni
- Cardinale Carlo Sacconi
- Cardinale Edward Henry Howard
- Cardinale Mariano Rampolla del Tindaro
- Cardinale Rafael Merry del Val
- Arcivescovo Duarte Leopoldo e Silva
- Arcivescovo Paulo de Tarso Campos
- Cardinale Agnelo Rossi
- Cardinale Paulo Evaristo Arns, O.F.M.
- Vescovo Walter Ivan de Azevedo, S.D.B.
- Vescovo José Song Sui-Wan, S.D.B.

La successione apostolica è:
- Vescovo Edson Taschetto Damian (2009)